# Colinas (Costa Rica)
Pilas è un distretto della Costa Rica facente parte del cantone di Buenos Aires, nella provincia di Puntarenas.